# مشکی (فیلم)
مشکی فیلمی به کارگردانی و نویسندگی ناصر محمدی محصول سال ۱۳۵۴ است.

## خلاصه داستان
مشكی (بهمن مفيد) و دوست خل وضعش نصرت (فيروز) در كارخانه ای كار می كنند. با پيوستن نامزد مهدی، فاطی (آسيه صدر)، به جمع آن دو كريم (علی آزاد) رئيس شركت، در صدد اغفال فاطی و قتل مشكی بر می آيد. او از يك سو مشكی را به بهانه ی خريد لوازم كارخانه به تهران می فرستد و عده اي را می گمارد تا در جاده او را به قتل برسانند، و از سوی ديگر مباشرش برزو (فرهاد حميدی) را وا می دارد تا فاطی را به زور به ويلای او ببرد. فاطی خودكشی می كند.

## بازیگران
- بهمن مفید
- ملوسک
- فیروز
- محمدتقی کهنمویی
- آسیه صدر
- فرهاد حمیدی
- یوسف خلیل پور
- محمد گیلانی
- حسین بیک
- علی آزاد